# Shamū Salāvī
Shamū Salāvī (persiska: شمو سلاوی, شَموسيلابی, Shamūsīlābī) är en ort i Iran.   Den ligger i provinsen Västazarbaijan, i den nordvästra delen av landet, 700 km nordväst om huvudstaden Teheran. Shamū Salāvī ligger 1 302 meter över havet och antalet invånare är 201.
Terrängen runt Shamū Salāvī är varierad.Runt Shamū Salāvī är det ganska tätbefolkat, med 75 invånare per kvadratkilometer. Närmaste större samhälle är Qarah Ẕīā' od Dīn, 18,3 km söder om Shamū Salāvī. Trakten runt Shamū Salāvī består i huvudsak av gräsmarker.